# Protéine fluorescente bleue
Pour les articles homonymes, voir BFP.

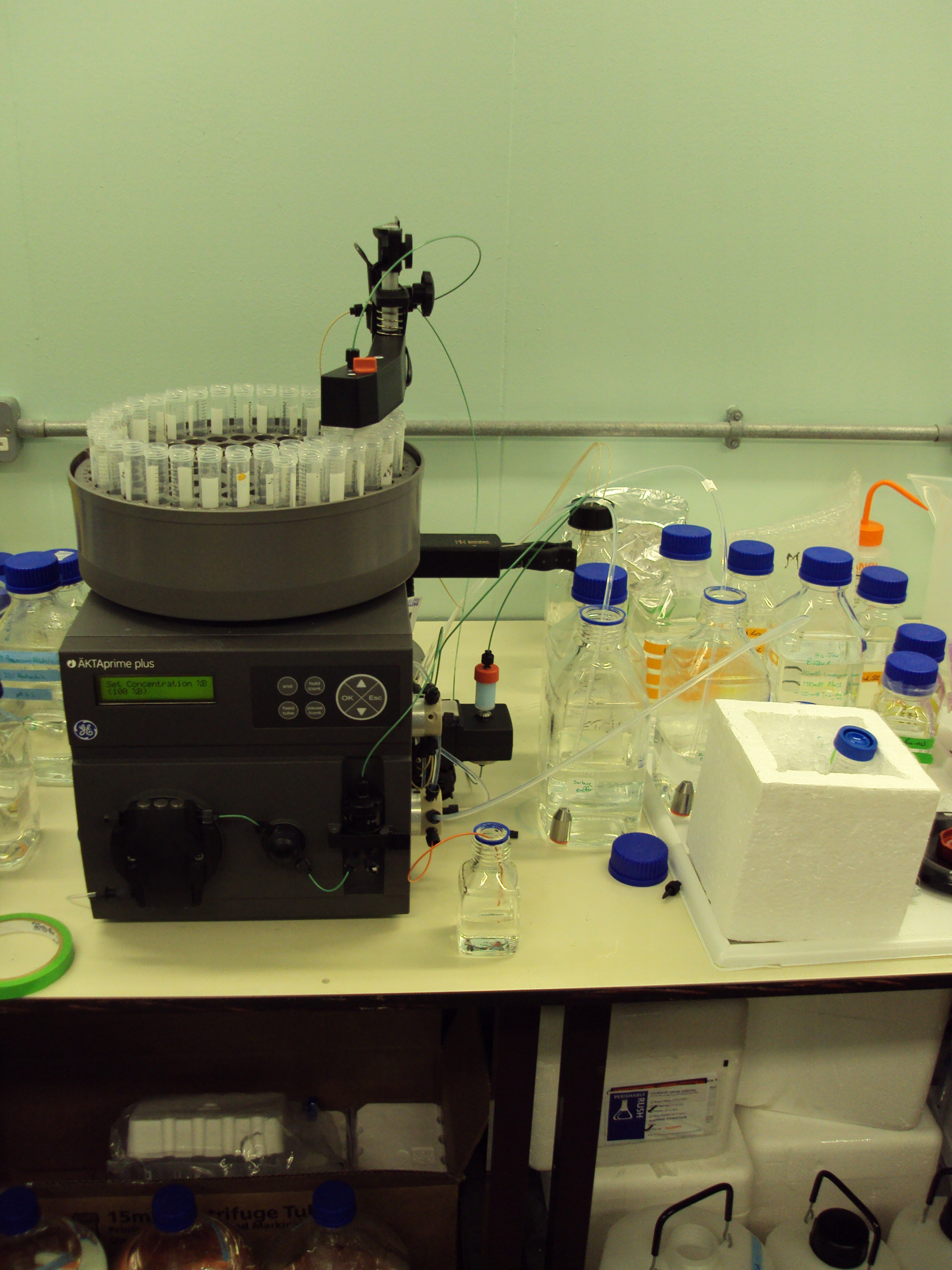
Système chromatographique de purification de protéine fluorescente bleue.

La protéine fluorescente bleue  (souvent abrégé BFP, de l'anglais « Blue Fluorescent Protein ») est une protéine ayant la propriété d'émettre une fluorescence de couleur bleue. C'est une mutation de la protéine fluorescente verte, avec remplacement de ses acides aminés Tyrosine 66 par de l'Histidine et Tyrosine 145 par de la Phénylalanine.  Elle est utilisée comme marqueur en biologie moléculaire. 

## Données physico-chimiques
La BFP présente une structure cristalline.